# Sigrid Sköldberg-Pettersson
Sigrid Pettersson, född Sköldberg 7 oktober 1870 i Stockholm, död 15 oktober 1941 i Oscars församling, Stockholm, var en svensk sångförfattare. Hon var dotter till gynekologen Sven Sköldberg och räkenskapsförare Vendela Schürer von Waldheim samt sondotter till gynekologen Sven Erik Sköldberg.
Sigrid Sköldberg-Pettersson skrev flera barnvisor. En av de mer kända är Raska fötter springa tripp, tripp, tripp ("Liten julvisa"), med musik av Emmy Köhler. I filmen Ebberöds bank från 1935 sjungs den av en liten flicka.
Sköldberg-Pettersson var gift med rektor Johan Magnus Pettersson (1854–1929) och hade flera barn.